# Ману (приток Кушияры)
Ману — река в Индии и Бангладеш, длина 187 километров (по другим данным, 167 километров).
Река начинается в горах в индийском штате Трипура, в котором она является второй по длине. После прохождения горного участка река выходит на равнину в район Силхета, где замедляет своё течение. В бангладешском округе Маулвибазар Ману впадает в реку Кушияра (Кусияра). Река является сезонной и несудоходной. 
Река Ману имеет ряд важных притоков: пять правых и одиннадцать левых. Так, в верхнем течении Ману принимает воды реки Део (справа), в нижнем — реки Дхалай (слева).